# Division 1 1988-89
La Division 1 1988-89 fue la 50.ª temporada del fútbol francés profesional. Olympique de Marseille resultó campeón con 73 puntos, obteniendo su quinto título. Durante esta temporada se implementó a modo prueba una nueva regla en la cual se otorgaron tres puntos por victoria al equipo ganador de un partido, finalmente esta nueva regulación se introdujo a nivel mundial a partir de 1994.

## Equipos participantes
| Equipo                 | Ciudad        | Estadio                 |
| ---------------------- | ------------- | ----------------------- |
| AJ Auxerre             | Auxerre       | L'Abbé-Deschamps        |
| FCG Bordeaux           | Burdeos       | Jacques Chaban-Delmas   |
| SM Caen                | Caen          | De Venoix               |
| AS Cannes              | Cannes        | Pierre de Coubertin     |
| Stade Laval            | Laval         | Francis Le Basser       |
| RC Lens                | Lens          | Félix Bollaert          |
| Lille OSC              | Lille         | Grimonprez Jooris       |
| Olympique de Marseille | Marsella      | Vélodrome               |
| FC Metz                | Metz          | Saint-Symphorien        |
| AS Monaco FC           | Mónaco        | Luis II                 |
| Montpellier HSC        | Montpellier   | La Mosson               |
| FC Nantes              | Nantes        | La Beaujoire            |
| OGC Nice               | Niza          | Du Ray                  |
| Paris Saint-Germain    | París         | Parque de los Príncipes |
| RC Paris               | París         | Yves-du-Manoir          |
| AS Saint-Étienne       | Saint-Étienne | Geoffroy-Guichard       |
| FC Sochaux-Montbéliard | Sochaux       | Auguste Bonal           |
| RC Strasbourg          | Estrasburgo   | La Meinau               |
| Sporting Toulon Var    | Tolón         | Bon Rencontre           |
| Toulouse FC            | Toulouse      | Stadium de Toulouse     |

## Tabla de posiciones
| Pos. | Equipo              | Pts. | PJ | G  | E  | P  | GF | GC | Dif. | Clasificación                                |
| ---- | ------------------- | ---- | -- | -- | -- | -- | -- | -- | ---- | -------------------------------------------- |
| 1    | Marseille (C)       | 73   | 38 | 20 | 13 | 5  | 56 | 35 | +21  | Clasificado a la Copa de Campeones de Europa |
| 2    | Paris Saint-Germain | 70   | 38 | 19 | 13 | 6  | 45 | 26 | +19  | Clasificado a la Copa de la UEFA             |
| 3    | Monaco              | 68   | 38 | 18 | 14 | 6  | 62 | 38 | +24  | Clasificado a la Recopa de Europa            |
| 4    | Sochaux-Montbéliard | 68   | 38 | 19 | 11 | 8  | 50 | 28 | +22  | Clasificado a la Copa de la UEFA             |
| 5    | Auxerre             | 63   | 38 | 18 | 9  | 11 | 41 | 32 | +9   | Clasificado a la Copa de la UEFA             |
| 6    | Nice                | 57   | 38 | 16 | 9  | 13 | 45 | 40 | +5   |                                              |
| 7    | Nantes              | 57   | 38 | 15 | 12 | 11 | 41 | 40 | +1   |                                              |
| 8    | Lille               | 56   | 38 | 15 | 11 | 12 | 50 | 38 | +12  |                                              |
| 9    | Montpellier         | 52   | 38 | 14 | 10 | 14 | 51 | 53 | −2   |                                              |
| 10   | Toulouse            | 51   | 38 | 12 | 15 | 11 | 44 | 46 | −2   |                                              |
| 11   | Toulon              | 50   | 38 | 12 | 14 | 12 | 30 | 29 | +1   |                                              |
| 12   | Cannes              | 50   | 38 | 14 | 8  | 16 | 45 | 47 | −2   |                                              |
| 13   | Bordeaux            | 49   | 38 | 12 | 13 | 13 | 54 | 46 | +8   |                                              |
| 14   | Saint-Étienne       | 48   | 38 | 12 | 12 | 14 | 39 | 50 | −11  |                                              |
| 15   | Metz                | 47   | 38 | 12 | 11 | 15 | 47 | 49 | −2   |                                              |
| 16   | Caen                | 40   | 38 | 10 | 10 | 18 | 39 | 60 | −21  |                                              |
| 17   | RC Paris            | 39   | 38 | 10 | 9  | 19 | 49 | 56 | −7   |                                              |
| 18   | Strasbourg (D)      | 39   | 38 | 10 | 9  | 19 | 47 | 59 | −12  | Acceso a promoción de permanencia            |
| 19   | Laval (D)           | 35   | 38 | 8  | 11 | 19 | 33 | 55 | −22  | Descenso a Division 2                        |
| 20   | Lens (D)            | 17   | 38 | 3  | 8  | 27 | 32 | 73 | −41  | Descenso a Division 2                        |

 Fuente: footballdatabase.eu
Notas:
1. ↑  El Mónaco se clasificó a la Recopa de Europa como subcampeón de la Copa de Francia, ya que el campeón, Marseille, se había clasificado a la Copa de Campeones como ganador de la Division 1

## Resultados
| Local \ Visitante   | AUX | BOR | CAE | CAN | LAV | LEN | LIL | MAR | MET | MOC | MOT | NAT | NIC | PSG | RCP | STE | SOC | STR | TON | TOL |
| ------------------- | --- | --- | --- | --- | --- | --- | --- | --- | --- | --- | --- | --- | --- | --- | --- | --- | --- | --- | --- | --- |
| Auxerre             | —   | 1–1 | 3–0 | 0–0 | 2–1 | 1–0 | 1–0 | 1–0 | 2–1 | 0–0 | 1–0 | 1–0 | 1–0 | 0–0 | 1–1 | 2–0 | 2–1 | 2–1 | 3–0 | 0–0 |
| Bordeaux            | 2–0 | —   | 2–3 | 0–0 | 2–1 | 4–1 | 0–0 | 0–0 | 4–1 | 1–1 | 2–1 | 5–0 | 2–0 | 0–1 | 3–2 | 5–0 | 1–2 | 2–0 | 1–1 | 1–1 |
| Caen                | 1–0 | 3–0 | —   | 3–0 | 1–1 | 1–0 | 2–1 | 0–0 | 0–0 | 0–3 | 0–1 | 2–3 | 2–1 | 0–1 | 1–1 | 2–3 | 0–0 | 3–3 | 2–1 | 3–0 |
| Cannes              | 3–0 | 1–1 | 2–0 | —   | 3–2 | 3–0 | 1–0 | 3–1 | 1–1 | 3–2 | 0–1 | 1–2 | 20  | 0–3 | 2–1 | 1–0 | 2–0 | 4–1 | 1–0 | 5–1 |
| Laval               | 0–1 | 1–0 | 1–1 | 2–0 | —   | 2–1 | 1–2 | 0–1 | 3–0 | 0–0 | 0–1 | 0–2 | 1–2 | 1–2 | 4–2 | 1–1 | 1–1 | 1–0 | 0–0 | 2–0 |
| Lens                | 0–1 | 0–2 | 5–0 | 2–2 | 0–2 | —   | 1–2 | 0–1 | 0–2 | 1–1 | 0–0 | 0–0 | 2–0 | 0–0 | 1–1 | 1–3 | 2–2 | 1–3 | 0–1 | 1–1 |
| Lille               | 1–0 | 0–1 | 1–1 | 1–0 | 8–0 | 1–0 | —   | 2–1 | 1–1 | 2–4 | 3–1 | 0–1 | 2–0 | 2–1 | 3–0 | 2–2 | 2–0 | 1–1 | 0–0 | 0–0 |
| Marseille           | 2–1 | 2–2 | 2–1 | 4–2 | 1–0 | 5–2 | 1–1 | —   | 3–2 | 2–2 | 1–1 | 1–0 | 3–2 | 1–0 | 2–0 | 2–0 | 0–0 | 3–1 | 1–0 | 3–1 |
| Metz                | 2–1 | 3–0 | 1–0 | 2–1 | 0–0 | 4–0 | 3–1 | 1–3 | —   | 0–3 | 1–2 | 0–0 | 1–0 | 0–1 | 1–1 | 1–2 | 1–0 | 1–1 | 1–2 | 1–1 |
| Monaco              | 1–2 | 4–2 | 3–1 | 2–0 | 1–0 | 1–0 | 1–1 | 3–0 | 1–1 | —   | 4–2 | 4–1 | 1–1 | 1–0 | 1–0 | 2–2 | 0–0 | 4–1 | 2–2 | 1–0 |
| Montpellier         | 1–0 | 2–2 | 1–0 | 0–0 | 6–2 | 2–0 | 2–3 | 1–0 | 5–3 | 4–2 | —   | 1–4 | 1–1 | 0–0 | 0–0 | 2–0 | 1–2 | 1–0 | 0–1 | 1–0 |
| Nantes              | 3–2 | 1–0 | 3–1 | 1–1 | 1–1 | 3–1 | 1–0 | 1–1 | 1–0 | 1–1 | 2–1 | —   | 0–1 | 1–1 | 1–0 | 1–1 | 0–0 | 2–2 | 0–0 | 1–2 |
| Nice                | 1–0 | 1–0 | 5–0 | 2–1 | 1–0 | 3–0 | 0–1 | 2–2 | 1–1 | 1–1 | 3–3 | 1–0 | —   | 3–1 | 3–2 | 1–0 | 3–2 | 1–0 | 1–0 | 2–0 |
| Paris Saint-Germain | 2–2 | 1–1 | 3–0 | 1–0 | 3–0 | 3–2 | 1–1 | 0–0 | 2–2 | 0–2 | 3–2 | 1–0 | 1–0 | —   | 2–1 | 3–1 | 1–0 | 1–0 | 0–0 | 2–1 |
| RC Paris            | 1–2 | 4–1 | 3–1 | 1–0 | 2–2 | 3–0 | 1–0 | 0–2 | 1–4 | 3–0 | 4–0 | 2–0 | 1–1 | 0–2 | —   | 3–1 | 0–2 | 2–1 | 1–1 | 0–1 |
| Saint-Étienne       | 1–1 | 1–0 | 1–1 | 1–0 | 1–0 | 2–4 | 2–0 | 0–0 | 0–1 | 0–1 | 1–0 | 1–1 | 0–0 | 0–0 | 4–3 | —   | 1–2 | 0–0 | 2–1 | 3–2 |
| Sochaux-Montbéliard | 3–2 | 1–1 | 1–0 | 4–0 | 3–0 | 2–1 | 2–0 | 0–0 | 1–0 | 0–0 | 2–0 | 0–1 | 1–0 | 2–1 | 2–0 | 1–0 | —   | 3–0 | 2–1 | 2–2 |
| Strasbourg          | 1–0 | 3–2 | 1–2 | 0–0 | 3–0 | 4–1 | 1–3 | 2–3 | 1–2 | 1–2 | 3–1 | 2–0 | 3–0 | 0–0 | 1–1 | 0–1 | 0–3 | —   | 2–1 | 4–1 |
| Toulon              | 1–2 | 1–0 | 1–0 | 3–0 | 0–0 | 3–1 | 2–1 | 1–2 | 1–0 | 1–0 | 1–1 | 1–0 | 0–0 | 0–1 | 1–0 | 0–0 | 0–0 | 0–0 | —   | 1–1 |
| Toulouse            | 0–0 | 1–1 | 0–0 | 4–1 | 0–0 | 2–1 | 1–1 | 0–0 | 2–1 | 2–0 | 2–2 | 1–2 | 2–1 | 0–0 | 2–1 | 3–1 | 2–1 | 4–0 | 1–0 | —   |

### Promoción de permanencia
| Equipo 1      | Agr. | Equipo 2    | Ida | Vuelta |
| ------------- | ---- | ----------- | --- | ------ |
| RC Strasbourg | 2–3  | Stade Brest | 2–2 | 0–1    |

- Stade Brest ascendió a Division 1, RC Strasbourg fue relegado a Divsion 2

Promovidos de la Division 2, quienes jugarán en la Division 1 1989/90:
- Olympique Lyonnais: Campeón de la Division 2, ganador de la Division 2 grupo B.
- FC Mulhouse: Subcampeón, ganador de la Division 2 grupo A.
- Stade Brest: Tercer lugar, ganador de la eliminatoria de ascenso.

## Goleadores
| #  | Jugador             | Nacionalidad   | Club                                 | Goles |
| -- | ------------------- | -------------- | ------------------------------------ | ----- |
| 1  | Jean-Pierre Papin   | Francia        | Olympique Marseille                  | 22    |
| 2  | Glenn Hoddle        | Inglaterra     | AS Monaco FC                         | 18    |
| -  | Zlatko Vujović      | RFS Yugoslavia | AS Cannes                            | 18    |
| 4  | Laurent Blanc       | Francia        | Montpellier La Paillade SC           | 15    |
| -  | Daniel Bravo        | Francia        | OGC Nice                             | 15    |
| -  | Stéphane Paille     | Francia        | FC Sochaux-Montbéliard               | 15    |
| -  | Daniel Xuereb       | Francia        | Paris Saint-Germain FC               | 15    |
| 8  | Fabrice Divert      | Francia        | SM Caen                              | 14    |
| -  | Erwin Vandenbergh   | Bélgica        | Lille                                | 14    |
| -  | George Weah         | Liberia        | AS Monaco FC                         | 14    |
| 11 | Clive Allen         | Inglaterra     | Bordeaux                             | 13    |
| 12 | Chérif Oudjani      | Argelia        | RC Lens                              | 12    |
| -  | Peter Reichert      | Alemania       | RC Strasbourg                        | 12    |
| 14 | Éric Cantona        | Francia        | Olympique Marseille (5) Bordeaux (6) | 11    |
| -  | Fabrice Mège        | Francia        | RC Strasbourg                        | 11    |
| -  | Enzo Francescoli    | Uruguay        | Matra Racing                         | 10    |
| -  | Philippe Hinsberger | Francia        | FC Metz                              | 10    |
| 17 | Didier Monczuk      | Francia        | Auxerre                              | 10    |
| -  | Philippe Tibeuf     | Francia        | AS Saint-Étienne                     | 10    |
| 20 | Patrice Garande     | Francia        | AS Saint-Étienne                     | 9     |
| -  | Philippe Anziani    | Francia        | Matra Racing                         | 9     |
| 20 | Mo Johnston         | Escocia        | FC Nantes Atlantique                 | 9     |
| 20 | Thierno Youm        | Senegal        | FC Nantes Atlantique                 | 9     |